# 河南省高级人民法院
河南省高级人民法院是中华人民共和国河南省的高级人民法院。

## 沿革
1949年，中国人民解放军接管河南省全境，1949年5月10日河南省人民政府在开封市成立河南省人民政府人民法院，与河南省司法厅合署办公（至1950年2月河南省司法厅撤销），1951年9月，根据《中华人民共和国人民法院暂行组织条例》，改名为河南省人民法院。1954年9月根据当月颁布实施的《中华人民共和国人民法院组织法》改名为河南省高级人民法院，1966年“文化大革命”开始，1968年公安机关实行军管，河南省高级人民法院改为河南省公安机关军管会办案组。1973年3月，公安机关军管会撤销，高级人民法院的组织机构逐渐恢复。

## 机构设置
- 审判委员会

## 历任领导
院长
1. 徐风笑（1949年5月—1950年2月，河南省人民政府人民法院院长）
2. 田丰（1950年2月—1955年2月，河南省人民政府人民法院院长、河南省人民法院院长）
3. 王光力 （1955年2月—1966年12月）
4. 张卓（1972年2月—1978年6月）
5. 肖建波（1978年6月—1979年10月，代理院长）
6. 丁石（1979年10月—1983年4月）
7. 黎明（1983年4月—1988年1月）
8. 郑增茂（1988年1月—1996年2月）
9. 李道民（1996年2月2日—2008年1月）
10. 张立勇（2008年1月23日—2018年1月）[2]
11. 胡道才 （2018年1月—）

副院长

## 知名案例
- 赵志勇等性侵女童案（2018年12月二审）

## 对应中级人民法院/铁路运输中级法院
- 河南省郑州市中级人民法院
- 河南省开封市中级人民法院
- 河南省洛阳市中级人民法院
- 河南省平顶山市中级人民法院
- 河南省安阳市中级人民法院
- 河南省鹤壁市中级人民法院
- 河南省新乡市中级人民法院
- 河南省焦作市中级人民法院
- 河南省濮阳市中级人民法院
- 河南省许昌市中级人民法院
- 河南省漯河市中级人民法院
- 河南省三门峡市中级人民法院
- 河南省商丘市中级人民法院
- 河南省周口市中级人民法院
- 河南省驻马店市中级人民法院
- 河南省南阳市中级人民法院
- 河南省信阳市中级人民法院
- 河南省济源中级人民法院
- 郑州铁路运输中级法院